# Barry Smith (motociclista)
Barry Smith (Macclesfield, 8 de marzo de 1940) es un expiloto de motociclismo australiano que participó en el Campeonato del Mundo de Motociclismo entre 1963 y 1981.

## Biografía
Smith nació en Macclesfield, Inglaterra, donde compró su primera moto, una BSA de 250cc. En 1959, su familia emigra a Australia y Smith empezó a correr contra pilotos nacionales como Kel Carruthers y Tom Phillis.
La carrera de Smith volvió a Europa para participar en el Mundial de motociclismo. Las primeras temporadas su participación se limitó a correr en el TT de la Isla de Man. Sus mejores temporadas fueron en 1968 y 1969 cuando acabó tercero en la clasificación general de 50cc. También en ese año consiguió su primer triunfo, la carrera de 50cc de la TT Isla de Man, en la que es la primera victoria de la escudería española Derbi. Su última victoria en el mundial fue en la clase de 125 en el Gran Premio de Bélgica de Motociclismo de 1979, favorecido por el boicot de los principales pilotos mundialistas por razones de seguridad.
Entre 1979 y 1981, consigue tres victorias consecutivas de categorías Formula III Class en la TT Isla de Man, `proclamándose campeón mundial de la categoría en 1979 y 1981. Smith también ganó la categoría de 125cc del Campeonato australiano entre 1978 y 1981. Se retiró en 1983 después de 25 años de competición.

## Resultados en el Campeonato del Mundo
Sistema de puntuación desde 1950 hasta 1968:
| Posición | 1.º | 2.º | 3.º | 4.º | 5.º | 6.º |
| Puntos   | 8   | 6   | 4   | 3   | 2   | 1   |

Sistema de puntuación desde 1969 hasta 1987:
| Posición | 1.º | 2.º | 3.º | 4.º | 5.º | 6.º | 7.º | 8.º | 9.º | 10.º |
| Puntos   | 15  | 12  | 10  | 8   | 6   | 5   | 4   | 3   | 2   | 1    |

### Carreras por año
(Carreras en negrita indica pole position, carreras en cursiva indica vuelta rápida)
| Año  | Cat.  | Moto            | 1       | 2       | 3       | 4       | 5       | 6       | 7      | 8       | 9     | 10      | 11      | 12      | 13      | Pts. | Pos  |
| ---- | ----- | --------------- | ------- | ------- | ------- | ------- | ------- | ------- | ------ | ------- | ----- | ------- | ------- | ------- | ------- | ---- | ---- |
| 1963 | 250cc | Greeves         | ESP -   | GER -   |         | IOM Ret | NED -   | BEL -   | ULS -  | DDR -   | NAT - |         | ARG -   | JPN -   |         | 0    | -    |
| 1964 | 250cc | Greeves         | USA -   | ESP -   | FRA -   | IOM Ret | NED -   | BEL -   | GER -  | DDR -   | ULS - | FIN -   | NAT -   |         |         | 0    | -    |
| 1965 | 50cc  | Derbi           | USA -   | ALE -   | ESP 6   | FRA -   | IDM -   | NED -   | BEL 8  |         |       |         |         |         | JAP -   | 1    | 16.º |
| 1965 | 125cc | Bultaco         | USA -   | GER -   | ESP -   | FRA Ret | IOM -   | NED 7   |        | DDR -   | CZE - | ULS -   | FIN 14  | NAT Ret | JPN -   | 0    | -    |
| 1965 | 250cc | Bultaco         | USA -   | GER Ret | ESP -   | FRA 3   | IOM Ret | NED 12  | BEL 11 | DDR -   | CZE - | ULS -   | FIN 8   | NAT -   | JPN -   | 4    | 18.º |
| 1966 | 50cc  | Derbi           | ESP 6   | GER -   |         | NED -   |         |         |        |         |       | IOM Ret | NAT 5   | JPN -   |         | 3    | 6.º  |
| 1966 | 125cc | Derbi           | ESP Ret | GER -   |         | NED -   |         | DDR -   | CZE -  | FIN Ret | ULS - | IOM 33  | NAT -   | JPN -   |         | 0    | -    |
| 1966 | 250cc | Bultaco         | ESP Ret | GER -   | FRA -   | NED Ret | BEL 10  | DDR -   |        | FIN 7   | ULS - | IOM 12  | NAT -   | JPN -   |         | 0    | -    |
| 1967 | 50cc  | Derbi           | ESP Ret | ALE 4   | FRA 4   | IDM Ret | NED 3   | BEL -   |        |         |       |         |         |         | JAP 5   | 12   | 5.º  |
| 1967 | 125cc | Bultaco         | ESP -   | GER Ret | FRA -   | IOM 1   | NED -   |         | DDR -  | CZE -   | FIN - | ULS -   | NAT -   | CAN -   | JPN 6   | 1    | 35.º |
| 1967 | 250cc | Thompson Suzuki | ESP Ret | GER -   | FRA 11  | IOM Ret | NED -   | BEL -   | DDR -  | CZE -   | FIN - | ULS -   | NAT -   | CAN -   | JPN Ret | 0    | -    |
| 1967 | 350cc | Norton          |         | GER -   |         | IOM Ret | NED -   |         | DDR -  | CZE -   |       | ULS -   | NAT -   |         | JPN -   | 0    | -    |
| 1968 | 50cc  | Derbi           | GER Ret | ESP 3   | IOM 1   | NED Ret | BEL 4   |         |        |         |       |         |         |         |         | 15   | 3.º  |
| 1968 | 125cc | Honda           | GER -   | ESP 8   | IOM Ret | NED 9   |         | DDR -   | CZE -  | FIN -   | ULS - | NAT Ret |         |         |         | 0    | -    |
| 1968 | 250cc | Derbi           | GER -   | ESP 8   | IOM 20  | NED -   | BEL -   | DDR -   | CZE -  | FIN -   | ULS - | NAT -   |         |         |         | 0    | -    |
| 1969 | 50cc  | Derbi           | ESP Ret | ALE 3   | FRA 6   |         | NED 1   | BEL 1   | RDA 7  | CHE 2   |       | ULS Ret | NAC 2   | YUG Ret |         | 69   | 3.º  |
| 1969 | 125cc | Derbi           | ESP Ret | ALE -   | FRA Ret | IDM Ret | NED 8   | BEL Ret | RDA -  | CHE -   | FIN 7 |         | NAC Ret | YUG -   |         | 7    | 26.º |
| 1969 | 250cc | Thompson Suzuki | ESP -   | ALE -   | FRA -   | IDM 18  | NED -   | BEL -   | RDA -  | CHE -   | FIN - |         | NAC -   | YUG -   |         | 0    | -    |
| 1969 | 350cc | Aermacchi       | ESP -   | ALE -   |         | IDM -   | NED -   |         | RDA -  | CHE -   | FIN - | ULS -   | NAC -   | YUG 7   |         | 4    | 32.º |
| 1971 | 250cc | Yamaha          | AUT -   | ALE -   | IDM Ret | NED -   | BEL -   | RDA -   | CHE -  | SUE -   | FIN - | NAC -   | ESP -   |         |         | 0    | -    |
| 1972 | 250cc | Yamaha          | ALE -   | FRA -   | AUT -   | NAC -   | IDM Ret | YUG -   | NED -  |         | RDA - | CHE -   | SUE -   | FIN -   | ESP -   | 0    | -    |
| 1972 | 350cc | Honda           | ALE -   | FRA -   | AUT -   | NAC -   | IDM 16  | YUG -   | NED -  |         | RDA - | CHE -   | SUE -   | FIN -   | ESP -   | 0    | -    |
| 1972 | 500cc | Kawasaki        | ALE -   | FRA -   | AUT -   | NAC -   | IDM Ret | YUG -   | NED -  | BEL -   | RDA - | CHE -   | SUE -   | FIN -   | ESP -   | 0    | -    |
| 1979 | 125cc | Morbidelli      | VEN -   | AUT -   | ALE -   | NAC -   | ESP -   | YUG -   | NED -  | BEL 1   | SUE 7 | FIN 5   | GBR -   | CHE -   | FRA -   | 25   | 12.º |
| 1980 | 125cc | MBA             | NAC 12  | ESP 4   | FRA 6   | YUG 7   | NED Ret | BEL -   | FIN -  | GBR Ret | CHE - | ALE DNQ |         |         |         | 17   | 10.º |
| 1980 | 250cc | Yamaha          | NAC -   | ESP -   | FRA -   | YUG -   | NED DNQ | BEL -   | FIN -  | GBR -   | CHE - | ALE -   |         |         |         | 0    | -    |
| 1980 | 350cc | Yamaha          | NAC -   |         | FRA 22  | YUG -   | NED -   |         | FIN -  | GBR -   | CHE - | ALE -   |         |         |         | 0    | -    |
| 1981 | 125cc | MBA             | ARG 9   | ALE -   | AUT -   | NAC -   | FRA -   | ESP -   | YUG -  | NED -   | RSM - | GBR -   | FIN -   | SUE -   |         | 0    | -    |